# 森林原則声明
森林原則声明（しんりんげんそくせいめい、英: Forest Principles）は、世界中の森林に関する問題について、これらの問題を各国が協力して国際的に解決していくことを目標にした、1992年6月の「国連環境開発会議」（UNCED）において採択された、世界で初めての世界的合意である。正式には「森林に関する原則声明」と呼ばれ、一般的には「森林原則声明」の略称で知られている。

## 経緯
1990年にアメリカ・テキサス州のヒューストンで開かれた「ヒューストン・サミット」の経済宣言に、森林に関する条約が「国連環境開発会議（UNCED）」の開催までに策定することが盛り込まれ、先進国は、この条約策定を目指し、熱帯林保全のための「世界森林条約」を「国連環境開発会議（UNCED）」で成立させることに期待をしていたが、木材が主要な経済資源である開発途上国などが、この条約の制定に強く反対した為、結果、温帯林なども含めた「全ての種類の森林経営、保全及び持続可能な開発に関する世界的合意のために法的拘束力のない権威ある原則声明」（森林原則声明）とアジェンダ21の第11章「森林減少対策」という声明文にすることで落ち着いたのである。

## 内容
この森林原則声明は、前文と15項目の原則からなり、前文は「森林問題が総合的な文脈のなかで検討されるべき広範的な問題であること」と、「森林の持つ多様な機能の保全と持続可能な開発が重要であること」などの基本認識からなり、原則では、「森林の財とサービスの適切な評価」、「開発途上国の取組みに対する国際的協力」、「森林政策への市民参加」、「林産物貿易の自由化」など、今後の対策の方向を示す内容になっている。